# Jarmuk Universiteit
De Jarmuk Universiteit (Arabisch: جامعة اليرموك) is een nationale onderzoeksuniversiteit, gevestigd in Irbid, Jordanië. De universiteit werd opgericht in 1976 in opdracht van koning Hoessein van Jordanië. Ze heeft 15 faculteiten en biedt 52 verschillende bacheloropleidingen en 64 verschillende masteropleidingen aan.
In de QS World University Rankings van 2020 staat de Jarmuk Universiteit op een 28ste plaats in de ranglijst voor Arabische landen, waarmee het de 3e Jordaanse universiteit op de lijst is.